# Siq

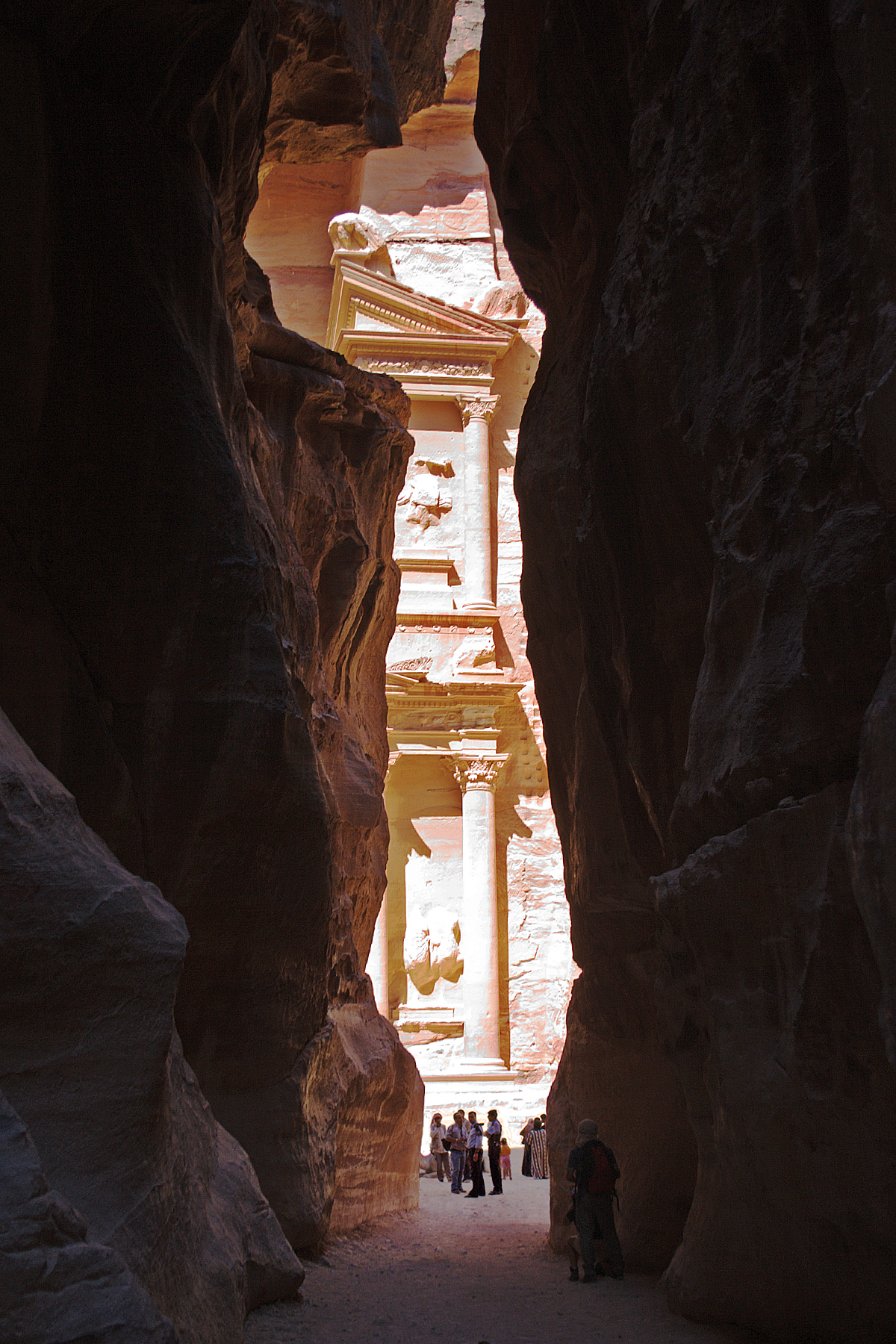
A entrada de Khazneh vista da entrada de Siq.

Siq (do árabe fossa) é um longo desfiladeiro, sinuoso e estreito que forma a entrada da antiga vila de Petra.
Em 6 de dezembro de 1985 esse desfiladeiro foi protegido como Patrimônio Mundial da UNESCO.